# Han-Pashi Kulajev
Han-Pashi Kulajev (også kaldet Khampash, Khan-Pasha) var en tjetjensk terrorist og del af gruppen der udførte terrorangrebet mod en skole i Beslan – en by i Nordossetien i det sydlige Rusland – hvor 334 civile blev dræbt, herunder 186 børn. Han-Pashi Kulajev blev selv dræbt af russiske sikkerhedsstyrker under den afsluttende storm på skolen. Hans bror Nurpasji Kulajev deltog også i angrebet og blev som den eneste terrorist taget levende.
Kulajev havde været arresteret i august 2001 for at tilhøre en tjetjensk oprørsgruppe under ledelse af Rabbani Khalilov. Men den 16. december 2001 blev han løsladt efter han var blevet klassificeret som invalid efter at have mistet den ene arm under uklare omstændigheder. Under terrorangrebet i Beslan blev det observeret at han affyrede raketstyr mod de russiske styrker.